# Moussa Sylla
Moussa Sylla (Étampes, 25 novembre 1999) è un calciatore francese naturalizzato maliano, attaccante dello Schalke 04.

## Biografia
È il fratello minore di Yacouba Sylla, a sua volta calciatore.

## Caratteristiche tecniche
Ala destra molto veloce e con un ottimo senso del gol, può essere impiegato anche come centravanti; per le sue caratteristiche è stato paragonato a Kylian Mbappé.

## Carriera

### Club
Arrivato nel settore giovanile del Monaco nel 2014, il 10 febbraio 2017 ha firmato il primo contratto professionistico, della durata di tre anni. Ha esordito in prima squadra il 21 aprile 2018, nella sconfitta per 3-1 contro il Guingamp, sostituendo al 63º minuto Adama Diakhaby. Il 6 maggio, nella prima presenza da titolare, ha deciso con una doppietta la sfida vinta contro il Caen, segnando così le prime reti in carriera.
Il 24 giugno 2020 la società monegasca comunica il mancato rinnovo contrattuale di Sylla, svincolandolo così dopo 34 presenze totali e quattro reti segnate.
Il 15 settembre 2020 firma per l'Utrecht.
Il 31 gennaio 2023 fa ritorno in Francia accasandosi al Caen.
L'8 agosto 2023 viene ceduto al Pau.
Il 24 giugno 2024 viene acquistato dallo Schalke 04.

### Nazionale
Ha giocato nelle nazionali giovanili francesi Under-16, Under-18, Under-19 ed Under-20.

## Statistiche

### Presenze e reti nei club
Statistiche aggiornate al 25 giugno 2020.
| Stagione        | Squadra         | Campionato      | Campionato | Campionato | Coppe nazionali | Coppe nazionali | Coppe nazionali | Coppe continentali | Coppe continentali | Coppe continentali | Altre coppe | Altre coppe | Altre coppe | Totale | Totale |
| Stagione        | Squadra         | Comp            | Pres       | Reti       | Comp            | Pres            | Reti            | Comp               | Pres               | Reti               | Comp        | Pres        | Reti        | Pres   | Reti   |
| --------------- | --------------- | --------------- | ---------- | ---------- | --------------- | --------------- | --------------- | ------------------ | ------------------ | ------------------ | ----------- | ----------- | ----------- | ------ | ------ |
| 2017-2018       | Monaco          | L1              | 5          | 2          | CF+CdL          | 0               | 0               | UCL                | -                  | -                  | -           | -           | -           | 5      | 2      |
| 2018-2019       | Monaco          | L1              | 18         | 0          | CF+CdL          | 2+2             | 1+0             | UCL                | 6                  | 1                  | SF          | -           | -           | 28     | 2      |
| 2019-2020       | Monaco          | L1              | 1          | 0          | CF+CdL          | 0               | 0               | -                  | -                  | -                  | -           | -           | -           | 1      | 0      |
| Totale Monaco   | Totale Monaco   | Totale Monaco   | 24         | 2          |                 | 4               | 1               |                    | 6                  | 1                  |             | -           | -           | 34     | 4      |
| Totale carriera | Totale carriera | Totale carriera | 24         | 2          |                 | 4               | 1               |                    | 6                  | 1                  |             | -           | -           | 34     | 4      |